# Маршалтон (Пенсилванија)
Маршалтон (енгл. Marshallton) насељено је место без административног статуса у америчкој савезној држави Пенсилванија.

## Демографија
По попису из 2010. године број становника је 1.441, што је 4 (0,3%) становника више него 2000. године.
| Група             | 2000.         | 2010.         |
| Белци             | 1.423 (99,0%) | 1.409 (97,8%) |
| Афроамериканци    | 2 (0,1%)      | 2 (0,1%)      |
| Азијати           | 0 (0,0%)      | 3 (0,2%)      |
| Хиспаноамериканци | 8 (0,6%)      | 11 (0,8%)     |
| Укупно            | 1.437         | 1.441         |